# Matilda-Effekt
Der Matilda-Effekt beschreibt die systematische Verdrängung und Leugnung des Beitrags von Frauen in der Wissenschaft, deren Arbeit häufig ihren männlichen Kollegen zugerechnet wird. Der Effekt wurde 1993 von der Wissenschaftshistorikerin Margaret W. Rossiter postuliert. Benannt ist er nach der US-amerikanischen Frauenrechtlerin Matilda Joslyn Gage, die am Ende des 19. Jahrhunderts dieses Phänomen als Erste allgemein beschrieben hat. Der Matilda-Effekt ist das Pendant zum 1968 von Robert K. Merton beschriebenen Matthäus-Effekt, der die selbstverstärkte Anhäufung von Ansehen beschreibt und in Anspielung auf den ersten Abschnitt Matthäus 25,29  benannt wurde: „Denn wer da hat, dem wird gegeben, dass er die Fülle habe [...]“ (Matthäus 25,29 ; aus dem Gleichnis von den anvertrauten Talenten). Mit diesem Begriff erfasste Robert K. Merton die Beobachtung, dass bekannte Wissenschaftler „eine Art ‚Ausstrahlungseffekt‘ [erfahren], wenn ihnen Arbeiten zugeschrieben werden, für die sie nicht (oder zumindest nicht ausschließlich) verantwortlich sind.“ Der Matilda-Effekt illustriert hingegen die zweite Hälfte des Zitats aus dem Matthäus-Evangelium: „… wer aber nicht hat, dem wird auch, was er hat, genommen werden“ (Matthäus 25,29 ).
Nach Margaret W. Rossiter geschieht die systematische Unterschlagung und damit zusammenhängend auch die fehlende Anerkennung von wissenschaftlichen Leistungen von Frauen in der Wissenschaftsgeschichte zum Beispiel durch die fehlende Erwähnung der Namen der Wissenschaftlerinnen bei gemeinsamen Buch- oder Aufsatzpublikationen mit anderen männlichen Kollegen oder die Aneignung ihres geistigen Eigentums durch männliche Kollegen, ohne die Wissenschaftlerin als Quelle zu nennen.

## Bekannte Fälle

### Altertum
- Der wohl älteste bekannte Fall des Matilda-Effekts betrifft die Philosophin und Mathematikerin Theano, die im 6. Jahrhundert vor Christus gelebt hat und die Frau von Pythagoras war. Obwohl sie zu einem Teil seiner Erkenntnisse beigetragen hat, wurde schlussendlich alles als seine Arbeit deklariert. Es wird nicht mehr geklärt werden können, wie hoch auch der Anteil der beiden Töchter Myia und Damo tatsächlich war, denen zumindest einige Schriften zugeordnet werden konnten.[7] Bei der Tradition über Pythagoras und seiner Schule ist aber vieles aufgrund der lückenhaften Quellenlage unsicher und spekulativ.

- Die Mathematikerin Pandrosion aus Alexandria, die sich mit klassischen Problemen der antiken Mathematik wie der Würfelverdopplung beschäftigte, wurde lange Zeit als Mann in der Wissenschaftsgeschichte geführt: Als Friedrich Hultsch im 19. Jahrhundert die Mathematischen Sammlungen des Pappos von Alexandria übersetzte, änderte er die Stellen, in denen Pandrosion als Autorin mit der weiblichen Anrede erwähnt wurde, mit einem männlichen Pronomen. Erst 1988 wurde dieser Fehler durch den englischen Übersetzer Alexander Raymond Jones korrigiert, der sich mit den griechischen Originalen befasst hatte.[8]

### Beispiele aus der Neuzeit

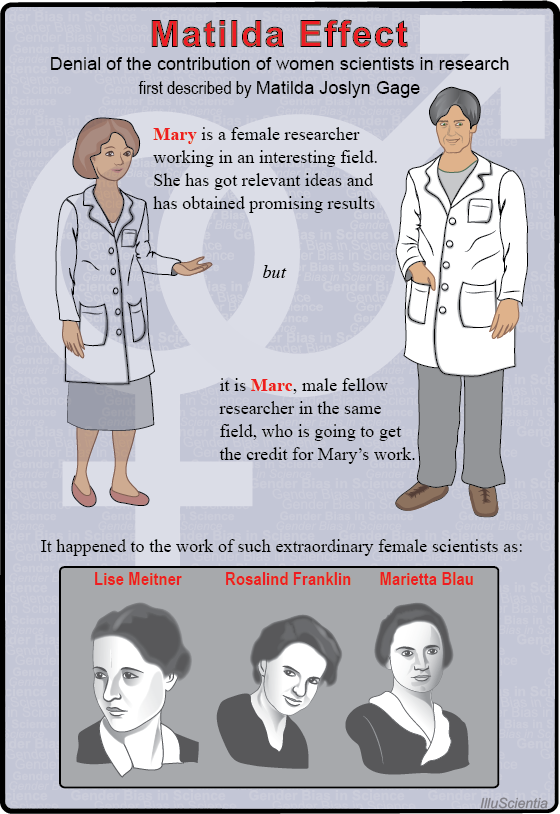
Der Matilda Effect auf einem Poster erklärt

In Resonanz auf Marie Curies Besuch in den USA 1921 schrieb ein Journalist der New York Times, dass es auch in Zukunft mehr Männer als Frauen in der Wissenschaft geben würde, da es letzteren an der Fähigkeit mangele, Fakten abstrakt statt nur relational zu sehen.
Auch die Formulierung des Matthäus-Effekts selbst kann als durch den Matilda-Effekt beeinflusst angesehen werden: In einem Essay über den Matthäus-Effekt bemerkt Robert K. Merton, dass er selbst sich so intensiv auf Arbeiten seiner Mitarbeiterin und späteren Frau, der US-Soziologin Harriet Zuckerman, gestützt habe, dass der von ihm 1968 veröffentlichte Artikel The Matthew Effect in Science unter ihrer beider Namen hätte veröffentlicht werden müssen und nicht nur unter seinem alleinigen Namen.
Albert Einstein veröffentlichte eine Arbeit, die er als sein alleiniges geistiges Werk ausgab, nachdem er vorher in einem Brief geschrieben hatte: Wie glücklich und stolz werde ich sein, wenn wir beide zusammen unsere Arbeit über die Relativbewegung siegreich zu Ende geführt haben, wobei die andere Hälfte des wir sich auf seine erste Frau Mileva Marić (1875–1948), die ebenfalls Physikerin und zudem Mathematikerin war, bezog. Wobei umstritten ist, ob dies ein Beweis für ihre Mitarbeit war.
In den 1950er und 1960er Jahren forschte die Biochemikerin Rosalind Franklin zur Molekularstruktur von Ribonukleinsäure. Mit ihrer Grundlagenforschung schuf sie die Voraussetzung zur Aufklärung der Doppelhelixstruktur der DNA. Den Nobelpreis für die Entschlüsselung der DNA-Struktur erhielten 1962 jedoch nur James Watson und Francis Crick, die Forschungsdaten von Rosalind Franklin übernahmen, ohne die Wissenschaftlerin zu nennen oder sie darüber zu informieren.
Auswahl einiger nachweislich Betroffener:
- Marie Colinet (starb nach 1638), Wundärztin und Hebamme
- Nicole-Reine Lepaute (1723–1762), Astronomin und Mathematikerin
- Ada Lovelace (1815–1852), Erstellerin von Computerprogrammen,[14][15] Namenspatin der Programmiersprache Ada
- Eunice Foote (1819–1888), Erfinderin und Forscherin[16]
- Nettie Stevens (1861–1912), Genetikerin[17]
- Lise Meitner (1878–1968), Kernphysikerin,[18] siehe auch: Lise-Meitner-Preis
- Marietta Blau (1894–1970), Physikerin[19]
- Gerty Cori (1896–1957), Biochemikerin[20]
- Chien-Shiung Wu (1912–1997), Physikerin[14]
- Kamal Ranadive (1917–2001), Biomedizinerin[14]
- Katherine Johnson (1918–2020), Mathematikerin[14][16]
- Hedy Lamarr (1919–2000), Erfinderin und Schauspielerin (USA)[16][14] siehe auch: Hedy Lamarr Preis
- Rosalind Franklin (1920–1958),[21] Biochemikerin, siehe auch: Rosalind Franklin Award
- Esther Lederberg (1922–2006), Mikrobiologin[22][15]
- Stephanie Kwolek (1923–2014), Chemikerin[14]
- Marthe Gautier (1925–2022), Kinderärztin
- Rosemary Fowler (* 1926), Physikerin[23]
- Martha Chase  (1927–2003), Genetikerin[22]
- Daisy Roulland-Dussoix (1936–2014)[22]
- Jocelyn Bell Burnell (* 1943), Radioastronomin[15]

## Mediale Darstellung echter und fiktiver Fälle
Der Neurobiologe und Mediziner Ben Barres (1954–2017) veröffentlichte posthum seine Autobiografie The Autobiography of a Transgender Scientist, in der er hervorhebt, wie schwer es vor seiner Transition war, neben den männlichen Kollegen zu bestehen. Bereits zu Lebzeiten hatte er begonnen, sich öffentlich über den Sexismus in der Wissenschaft zu beklagen, u. a. indem er in Fachzeitschriften Artikel zu dem Thema veröffentlichte.
In der US-amerikanischen Filmkomödie „Wer ist Mr. Cutty?“ von 1996 wird ein fiktiver Fall präsentiert. Whoopi Goldberg ist in der Rolle einer Investmentbankerin zu sehen, die einen Chef erfindet, um ihre Ideen vermarkten zu können.
Der Film Hidden Figures – Unerkannte Heldinnen von 2016 erzählt von den drei afroamerikanischen Mathematikerinnen Katherine Johnson, Dorothy Vaughan und Mary Jackson, die maßgeblich am Mercury- und am Apollo-Programm der NASA beteiligt waren.
Der wahre Fall der Gehirnforscherin Marian Diamond, die zur Entdeckung der neuronalen Plastizität beigetragen hat, erschien 2017 als vielfach preisgekrönte Dokumentation unter dem Titel My Love Affair With the Brain.